# Rundfunkjahr 1947

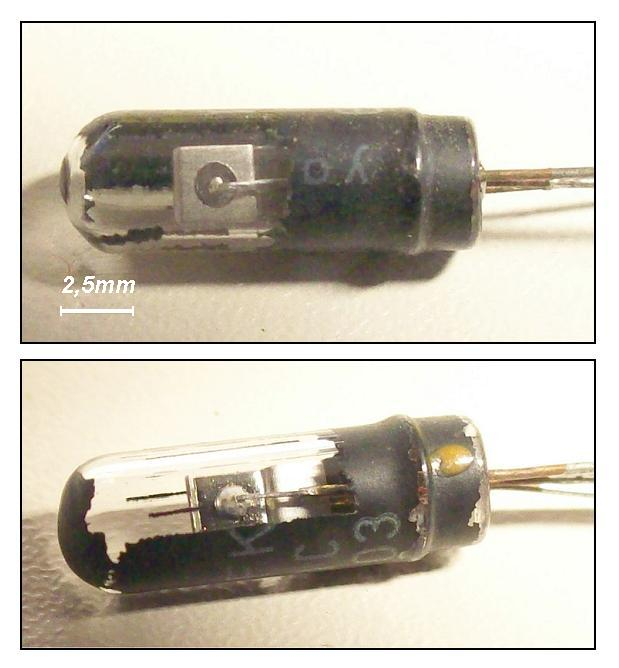
1947: In den Bell-Laboratories wird der erste funktionstüchtige Transistor hergestellt

Liste der Rundfunkjahre

◄◄ | ◄ | 1943 | 1944 | 1945 | 1946 | Rundfunkjahr 1947 | 1948 | 1949 | 1950 | 1951 | ► | ►►

Weitere Ereignisse

## Allgemein
- Im Laufe des Jahres erfolgen in einer Reihe mittel- und osteuropäischer Länder Weichenstellungen für kommunistische Machtübernahmen, so dankt in Rumänien König Michael I. ab und in Bulgarien wird eine neue Verfassung erlassen. In der Tschechoslowakei kommt die KP durch Wahlen zunächst legal an die Macht.
- Im Amsterdamer Querido Verlag erscheint das im US-amerikanischen Exil entstandene Hauptwerk Theodor W. Adornos und Max Horkheimers, die Essaysammlung Dialektik der Aufklärung erstmals in deutscher Sprache. Eines der zentralen darin behandelten Probleme neben der Frage warum die Aufklärung nach Antisemitismus, Nationalsozialismus und Holocaust gescheitert ist, eine fundamentale Kritik der "Kulturindustrie".
- 4. Januar – Die erste Ausgabe des Nachrichtenmagazins Der Spiegel erscheint.
- 12. März – Verkündigung der Truman-Doktrin und endgültiges Auseinanderbrechen der Anti-Hitler-Koalition.
- 16. Juli – Die Radio Corporation of America (RCA) führt der Federal Communications Commission die erste vollelektronische Farbfernsehkamera der Welt vor.
- 14. August – Gründung Pakistans.
- 15. August – Indien wird unabhängig.
- 23. Dezember – Der von Walter H. Brattain und William B. Shockley in den Bell Laboratories entwickelte, erste funktionstüchtige Bipolartransistor wird in einer internen Präsentation vorgestellt. In den folgenden Jahren verdrängen die wesentlich kleineren Transistoren die bislang verwendeten  Elektronenröhren und schaffen somit eine der wichtigsten Grundlagen für die rasante Entwicklung der Mikroelektronik in der zweiten Hälfte des 20. Jahrhunderts.

## Hörfunk
- 13. Februar – Der NWDR sendet das von Wolfgang Borchert verfasste Hörspiel Draußen vor der Tür.
- 17. Februar – Die Voice of America beginnt ihr Programm mittels Kurzwelle in die Sowjetunion zu strahlen.
- 9. April – Die BBC strahlt erstmals ihre Ratgebersendung How Does Your Garden Grow? aus, die später in Gardeners’ Question Time umbenannt wurde.
- 14. August – Sendebeginn von Radio Pakistan mit drei Mittelwellensendern in Lahore, Dhaka (Ostpakistan) und Peschawar.
- 31. August – In Trinidad und Tobago wird der erste reguläre Hörfunksender in Betrieb genommen.
- 11. September – Radio China International eröffnet einen englischsprachigen Auslandsdienst.
- 27. Oktober – Die Quizsendung You Bet Your Life mit Groucho Marx beginnt im Hörfunk.
- 2. November – Nach britischem Vorbild beginnt der NWDR mit der Ausstrahlung eines Nachtprogramms mit anspruchsvollen Sendungen.

## Fernsehen
- 21. Januar – KTLA in Los Angeles beginnt als erste kommerzielle Fernsehstation im Westen der USA zu senden.
- Mai – In Los Angeles gründen die beiden Schauspieler Lucille Ball und Desi Arnaz die Fernsehproduktionsgesellschaft Desilu Productions. In ihren Studios entstehen in den folgenden Jahrzehnten Fernsehserien wie I Love Lucy oder Raumschiff Enterprise.
- 5. Oktober – In den USA ist die erste Fernsehansprache eines amerikanischen Präsidenten zu sehen, die simultan auch im Hörfunk übertragen wird.
- 6. November – Auf NBC ist die erste Ausgabe von Meet the Press zu sehen, die bis heute am längsten ununterbrochen ausgestrahlte Fernsehreihe der Welt.

## Geboren
- 15. Januar – Michael Schanze, deutscher Fernsehmoderator, Schauspieler und Schlagersänger wird in Tutzing (Bayern) geboren.
- 2. Februar – Farrah Fawcett, US-amerikanische Schauspielerin (Jill Munroe in Drei Engel für Charlie, 1976–1980) wird in Corpus Christi (Texas) geboren († 2009).
- 22. März – André Heller, österreichischer Kulturmanager und zeitweiliger Radiomoderator (Die Musicbox) wird in Wien geboren.
- 12. April – David Letterman, US-amerikanischer Late-Night-Show-Moderator wird in Indianapolis geboren.
- 23. April – Reinhard Schwabenitzky, österreichischer Regisseur wird in Rauris, Salzburg geboren († 2022).
- 21. Juni – Michael Gross, US-amerikanischer Schauspieler (Steven Keaton in Familienbande, 1982–1989) wird in Chicago geboren.
- 5. August – Konrad Heidkamp, deutscher Journalist, Musik- und Literaturkritiker und Buchautor und Mitglied der Hörbuch-Jury des Hessischen Rundfunks wird in München geboren († 2009).
- 11. August – Diether Krebs, deutscher Schauspieler (Ein Herz und eine Seele) wird in Essen geboren († 2000).
- 6. Dezember – Herbert Kloiber, österreichischer Filmrechtehändler und Medienunternehmer (u. a. Eigentümer von ATV) wird in Wien geboren.

## Gestorben
- 11. Mai – Richard Ohnsorg, deutscher Theaterleiter, Schauspieler und Hörspielsprecher stirbt 71-jährig in seiner Geburtsstadt Hamburg. Er war Gründer und langjähriger Leiter des Ohnsorg-Theaters  und bei der NORAG umfangreich als Sprecher und Regisseur tätig.